# East Highland Park
 (mars 2025).
East Highland Park est une census-designated place située dans le comté de Henrico, dans l’État de Virginie, aux États-Unis. Lors du recensement de 2020, elle comptait 15 131 habitants.